# Heinrich Schmettau
Heinrich Schmettau (* 29. November 1628 in Brieg, Schlesien; † 1. November 1704 in Berlin) war ein deutscher reformierter Theologe und kurfürstlich-brandenburgischer Hof- und Domprediger in Berlin.

## Leben
Schmettau war ein Sohn des Forstmeisters Georg Schmettau (1585–1636). Seine Brüder Gottfried (1620–1668) und Ernst (1622–1687) wurden 1668 in den böhmischen Adelsstand erhoben. 
Nach dem Besuch des Görlitzer Gymnasiums begann Schmettau 1648 sein Studium an der Universität Frankfurt (Oder). Weitere Studienaufenthalte führten ihn nach Groningen, Heidelberg, Straßburg und Basel, wo er 1653 ordiniert wurde. Nach einer Studienreise über Genf nach Frankreich und England kehrte er 1654 nach Schlesien zurück, nachdem er zum ersten Hofprediger von Herzog Ludwig von Liegnitz berufen worden war. 1658 wurde er zusätzlich Konsistorialrat, 1663 Superintendent. Als er 1666 Generalsuperintendent werden sollte, protestierten die katholischen Stände. Darauf gewährte Herzog Christian ihm einen ehrenvollen Abschied. Zugleich bot ihm der Große Kurfürst eine theologische Professur in Frankfurt (Oder) an. Noch vor dem Stellenantritt richtete der Kurfürst jedoch eine weitere Dompredigerstelle am Berliner Dom ein, um Schmettau im Dezember 1666 dorthin zu berufen. Nach dem Tod von Georg Konrad Bergius wurde er 1691 auch ältester Hofprediger und Konsistorialrat. 
Schmettau galt als der gelehrteste der Berliner Hofprediger seiner Zeit. Neben etlichen Predigten veröffentlichte er auch theologische Werke. Nachdem er schon in der Liegnitzer Zeit Traktate des anglikanischen Bischofs Joseph Hall (1574–1656) übersetzt hatte, ließ er 1665–1669 Halls Biblische Gesichter/ Oder Betrachtungen der Biblischen Historien, einen umfangreichen Bibelkommentar, folgen und gab 1683 mit Der erste Anfang oder das ursprüngliche Herkommen des menschlichen Geschlechts eine viel beachtete Schrift des englischen Juristen Matthew Hale gegen den frühen Atheismus heraus.
Schmettau war seit 1655 mit Maria Elisabeth (1641–1700), Tochter des Brieger Gymnasialrektors Johann Martin Lucas (Lucae), verheiratet. Sie hatten zwölf Kinder, von denen bei Schmettaus Tod noch fünf lebten. Drei der Töchter waren mit kurfürstlich-brandenburgischen Beamten verheiratet. Einer der Söhne war der spätere preußische Hof- und Schulrat Friedrich Wilhelm von Schmettau (* 1670; † 22. Juni 1732), dessen Sohn Johann Ernst von Schmettau preußischer Generalmajor wurde.